# Northlander
Le Northlander fut un train de passager exploité par le Chemin de fer Ontario Northland. Il assura la liaison Cochrane-Toronto 6 fois par semaine, dans les deux directions jusqu'au 28 septembre 2012.

## Histoire
En 1977, le chemin de fer acheta quatre ensembles de train Trans-Europ-Express retirés des chemins de fer Néerlandais et suisses pour les utiliser sur  le Northlander. L'expérience n'a toutefois pas été entièrement concluante. Les locomotives furent envoyées à la casse en 1984, tandis que les wagons de passagers survécurent jusqu'au début des années quatre-vingt. À la suite du démantèlement d'Ontario Northland, le Northlander cessa ses activités, le 28 septembre 2012. Cependant, un groupe milite afin que le train reprenne du service. Selon eux, le manque de rentabilité était dû au manque de publicité à l'égard du train.

## Desserte
| ↓↓↓↓  |    | VILLE / VILLAGE      |    | ↑↑↑↑  | NOTES                                                                |
| ----- | -- | -------------------- | -- | ----- | -------------------------------------------------------------------- |
| 08:40 | DP | Toronto (Gare Union) | AR | 19:15 | Correspondences avec VIA Rail, GO Transit & Amtrak                   |
| 10:25 |    | Washago              |    | 16:30 | Correspondences avec VIA Rail                                        |
| 10:50 |    | Gravenhurst          |    | 16:10 |                                                                      |
| 11:05 |    | Bracebridge          |    | 15:55 |                                                                      |
| 11:40 |    | Huntsville           |    | 15:30 |                                                                      |
| 12:35 |    | South River          |    | 14:40 |                                                                      |
| 13:50 | AR | North Bay            | DP | 13:35 | Correspondences avec Greyhound Canada, Maheux                        |
| 14:05 | DP | North Bay            | AR | 13:25 |                                                                      |
| 15:35 |    | Temagami             |    | 11:50 |                                                                      |
| 16:20 |    | Cobalt               |    | 11:05 |                                                                      |
| 16:35 |    | New Liskeard         |    | 10:50 |                                                                      |
| 17:05 |    | Englehart            |    | 10:20 |                                                                      |
| 17:45 |    | Swastika             |    | 09:40 |                                                                      |
| 18:30 |    | Matheson             |    | 08:55 |                                                                      |
| 18:55 |    | Porquis Junction     |    | 08:20 | Arrêt créé le 15 décembre, 2010)                                     |
| 19:25 | AR | Cochrane             | DP | 07:55 | Correspondance avec l'express Polar Bear Express d'Ontario Northland |